# Three Oaks (Michigan)
Three Oaks is een plaats (village) in de Amerikaanse staat Michigan, en valt bestuurlijk gezien onder Berrien County.

## Demografie
Bij de volkstelling in 2000 werd het aantal inwoners vastgesteld op 1829.
In 2006 is het aantal inwoners door het United States Census Bureau geschat op 1742, een daling van 87 (-4,8%).

## Geografie
Volgens het United States Census Bureau beslaat de plaats een oppervlakte van
2,5 km², geheel bestaande uit land. Three Oaks ligt op ongeveer 211 m boven zeeniveau.

## Plaatsen in de nabije omgeving
De onderstaande figuur toont nabijgelegen plaatsen in een straal van 16 km rond Three Oaks.